# 仙台市立実沢小学校
仙台市立実沢小学校（せんだいしりつ さねざわしょうがっこう）は、宮城県仙台市泉区実沢字一本橋にあった公立小学校。
児童数の減少により2021年4月から休校していたが、2025年3月をもって閉校した。

## 概要
当校は仙台市泉区のやや西側にあり、周囲は田畑と住宅が混在している地域である。閉校直前は学区内の少子化などで児童数が減少し、複式学級を採用していた。
児童数が5人となった2019年度からは、近隣の根白石小学校に通って授業を受けるようになった。翌2020年11月、学区民からなる地域懇談会より休校の了承を得たため、2021年度から休校したが、児童数の減少により2024年度をもって閉校した。

## 沿革
出典：
- 1873年（明治6年）5月2日 - 七北田村上谷刈小学校支校として開校
- 1880年（明治13年）11月 - 実沢小学校として独立
- 1901年（明治34年）12月 - 現在校地に移転
- 1922年（大正11年） - 校歌・校旗制定
- 1941年（昭和16年）4月1日  - 実沢国民学校に改称
- 1947年（昭和22年）4月1日 - 根白石村立実沢小学校に改称
- 1955年（昭和30年）4月1日 - 泉村立実沢小学校に改称
- 1957年（昭和32年）8月1日 - 泉町立実沢小学校に改称
- 1971年（昭和46年）11月1日 - 泉市立実沢小学校に改称
- 1983年（昭和58年）3月30日 - 校舎全面改築（鉄筋コンクリート2階建、現在の校舎）
- 1988年（昭和63年）
  - 3月1日 - 仙台市立実沢小学校に改称
  - 4月1日 - 仙台市立館小学校が分離開校
- 2011年（平成23年）4月1日 - 根白石小学校および福岡小学校の3校で、校外学習などの交流学習開始（根白石小と福岡小の2校の交流学習は2009年度から実施済み）[8]
- 2019年（平成31年）4月1日 - 根白石小学校との交流学習の位置付けで、児童は登校後に根白石小に移動し授業を受ける形とした[5]
- 2021年（令和3年）4月1日 - 児童数の減少のため、休校[9]
- 2025年（令和7年）3月31日 - 児童数の減少のため、閉校[3]

## 学区
- 実沢字の大部分、小角字の大部分[10]

## 進学先の中学校
- 児童のほとんどが根白石中学校へ進学していた。
- 本校から進学先となる根白石中学校へは数km離れており、遠距離通学となっていたため、より近隣となる寺岡中学校や南中山中学校などに越境通学を希望する家庭も一部みられた。